# Geissorhiza grandiflora
Geissorhiza grandiflora är en irisväxtart som beskrevs av Peter Goldblatt. Geissorhiza grandiflora ingår i släktet Geissorhiza och familjen irisväxter. Inga underarter finns listade i Catalogue of Life.